# Извор (теленовела)
Извор (шп. El manantial) мексичка је теленовела, продукцијске куће Телевиса, снимана 2001.
У Србији је приказивана 2002. на телевизији Пинк.

## Синопсис
Две породице дуго воде спор око језера, који припада Рамирезовима, али богати и бескрупулозни Валдез не бира начин да присвоји ово врело. Ипак, ово је тек почетак проблема… Зли Хусто Рамирез у вези је са Франсиском Валдез, а ова афера уништиће обе породице. Упркос мржњи њихових родитеља, Алфонсина Валдез и Алехандро Рамирез заљубљују се једно у друго. Како би раставио свог сина од кћерке човека ког мрзи, Хусто силује Алфонсину, након чега она, скрхана болом, одлази из села са својом мајком. Након пет година оне се враћају и сазнају да се Алехандро верио злом и прорачунатом Барбаром…

## Улоге
| Глумац:           | Улога:                        |
| ----------------- | ----------------------------- |
| Адела Норијега    | Алфонсина Валдез Риверо       |
| Маурисио Ислас    | Алехандро Рамирез Инсунза     |
| Данијела Ромо     | Маргарита Инсунза             |
| Алехандро Томаси  | Хусто Рамирез                 |
| Кариме Лозано     | Барбара Луна                  |
| Силвија Пасквел   | Пилар Луна                    |
| Патрисија Навидад | Марија Магдалена Малена Осуна |
| Хорхе Поса        | Ектор Луна                    |
| Оливија Бусио     | Хертрудис Риверо              |
| Мануел Охеда      | свештеник Салвадор Валдез     |
| Азела Робинсон    | Франсиска Риверо              |
| Рајмундо Капетиљо | Алваро Луна                   |
| Сокоро Бониља     | Норма Мор                     |
| Серхио Рејносо    | Фермин Агире                  |
| Анхелина Пелаез   | Алтаграсија Осуна             |
| Хусто Мартинез    | Мелесио Осуна                 |
| Рафаел Меркаденте | Хилберто Моралес              |
| Хилберто де Анда  | Хоел Моралес                  |
| Марисол дел Олмо  | Мерседес                      |
| Лорена Енрикез    | Марија Еухенија Мару Моралес  |
| Луис Котуриер     | Карлос Портиљо                |
| Леонор Бониља     | Мирна Бараза                  |
| Нурија Бахес      | Марија Елоиса Кастањеда Марта |
| Марга Лопез       | Главна монахиња               |
| Сесар Евора       | Ригоберто Валдез              |
| Салим Рубиалес    | Хавијер Хименез               |
| Хулио Монтерде    | Отац Хуан                     |